# Dogviolet
Dogviolet (стилизовано как DOGVIOLET) — дебютный студийный альбом британской певицы Лорел, вышедший 24 августа 2018 года на лейбле Counter Records.

## Об альбоме
Свой первый студийный альбом британская автор-исполнительница и певица Лорел Арнел-Каллен, более известная как Лорел, выпустила 24 августа 2018 года на лейбле Counter Records. Альбом включает 12 треков и получил положительные отзывы музыкальных изданий.
Названный по имени цветка (фиалка собачья), DOGVIOLET повествует о любви во всех её многочисленных аспектах — от влюблённости до безответных моментов. Лорел писала эти песни самостоятельно и в полной самоизоляции, играла на гитарах и клавишных. Лид-синглом выбрана песня «Lovesick». Наполненный личными текстами и мелодиями, свой дебютный альбом Лорел записывала каждый трек в своей домашней студии в Ист-Лондоне. Оттуда песни были доставлены в Gizzard Studios для перезаписи.

## Список композиций
По данным:
Side A
1.	Life Worth Living	4:04
2.	All Star	3:24
3.	Same Mistakes	4:25
4.	South Coast	3:57
5.	Hold Tight	3:44
6.	Adored	3:34
Side B
7.	Sun King	4:10
8.	Crave	4:27
9.	Lovesick	3:30
10.	Take It Back	3:40
11.	Empty Kisses 4:23
12.	Recover	5:00